# Lomita de Aceves
Lomita de Aceves är en ort i Mexiko.   Den ligger i kommunen Pénjamo och delstaten Guanajuato, i den centrala delen av landet, 300 km väster om huvudstaden Mexico City. Lomita de Aceves ligger 1 720 meter över havet och antalet invånare är 444.
Terrängen runt Lomita de Aceves är kuperad åt nordost, men åt sydväst är den platt. Runt Lomita de Aceves är det ganska tätbefolkat, med 104 invånare per kvadratkilometer. Närmaste större samhälle är La Piedad Cavadas, 15,6 km sydväst om Lomita de Aceves. I omgivningarna runt Lomita de Aceves växer huvudsakligen savannskog.